# Llucià Homs i Capdevila
Llucià Homs i Capdevila (Vic, Osona, 20 d'agost de 1969 - ), és un galerista català, consultor cultural, comissari d'exposicions, art advisor i analista del mercat d'art. És llicenciat en Dret per la Universitat de Barcelona i va cursar el postgrau de comissariat i pràctiques culturals en art i nous mitjans al MECAD (Media Centre of Art & Design).
El 2009 assumeix la direcció de La Fábrica Barcelona, espai que va tancar l'any 2011. Ha estat el director de Promoció dels Sectors Culturals a l'Institut de Cultura de l’Ajuntament de Barcelona (2011-2015) i de La Virreina Centre de la Imatge, des d'on impulsà el programa de Fàbriques de Creació. Entre d'altres iniciatives, ha impulsat projectes com Talking Galleries, el think tank internacional que fundà el 2011 sobre les pràctiques del galerisme i el sistema de l’art; o com LOOP, la fira i festival de videoart de Barcelona, l'any 2002. Des del 2016 és també és l'editor de la plataforma cultural Hänsel* i Gretel* centrada en la tríada cultura-ciutat-Barcelona, i que va crear juntament amb Fèlix Riera. És a més articulista a La Vanguardia, on escriu una columna setmanal sobre el mercat internacional de l’art; dona classes a la Universitat de Barcelona sobre l’economia de l’art i des de 2019 dirigeix també la Fundació Salvat.
L’any 2023 va guanyar el Premi GAC (Galeries d’Art de Catalunya) pels 10 anys de Talking Galleries i la revista Forbes el va escollir com un dels 25 professionals més rellevants de l’escena artística espanyola. Ha estat vicepresident de la Unió de Galeristes d’Art de l’Estat espanyol i vocal de la Federació Europea de Galeries d’Art.